# 2026-os labdarúgó-világbajnokság-selejtező (CAF)
A 2026-os labdarúgó-világbajnokság afrikai selejtező mérkőzéseit 2023. november 13-a és 2025. november 18-a között játsszák le. Az Egyesült Államokban, Kanadában és Mexikóban tartott tornára a szövetség 9+1⁄3 kvótát kapott, ami azt jelenti, hogy 9 csapat automatikusan kijut, míg egy interkontinentális pótselejtezőn fog részt venni.

## Formátum
Az Afrikai Labdarúgó-szövetség 2023. május 19-én jelentette be a selejtező formátumát. A csapatokat 9 darab, hatcsapatos csoportba sorsolták. A győztesek automatikusan kijutnak a világbajnokságra. A négy legjobb második helyezett a rájátszásba kerül. A rájátszás győztese részt vehet az interkontinentális pótselejtezőn.
- Csoportkör: 9 darab hatcsapatos csoport, a csoportgyőztesek kijutnak a világbajnokságra.
- Rájátszás: a négy legjobb második helyezett egyenes kieséses rendszerben mérkőzik. A győztes az interkontinentális pótselejtezőbe kerül.

## Naptár
| Forduló    | Játéknap     | Dátum                 |
| ---------- | ------------ | --------------------- |
| Csoportkör | 1. játéknap  | 2023. november 13–21. |
| Csoportkör | 2. játéknap  | 2023. november 13–21. |
| Csoportkör | 3. játéknap  | 2024. június 3–11.    |
| Csoportkör | 4. játéknap  | 2024. június 3–11.    |
| Csoportkör | 5. játéknap  | 2025. március 17–25.  |
| Csoportkör | 6. játéknap  | 2025. március 17–25.  |
| Csoportkör | 7. játéknap  | 2025. szeptember 1–9. |
| Csoportkör | 8. játéknap  | 2025. szeptember 1–9. |
| Csoportkör | 9. játéknap  | 2025. október 6–14.   |
| Csoportkör | 10. játéknap | 2025. október 6–14.   |
| Rájátszás  | Elődöntők    | 2025. november 10–18. |
| Rájátszás  | Döntő        | 2025. november 10–18. |

## Csoportkör

### Sorsolás
A sorsoláshoz a kiemelést 2023. június 30-án jelentették be. Zárójelben  a csapatok sorsoláskori FIFA-világranglista helyezése olvasható. A csoportkör sorsolását 2023. július 13-án helyi idő szerint 15 órakor tartották Abidjanban. Mind az 54 CAF-tagállam nevezett a selejtezőre, de Eritrea az első mérkőzés előtt visszalépett.
| 1. kalap | 2. kalap | 3. kalap |
| --- | --- | --- |
| - Marokkó (13.) - Szenegál (18.) - Tunézia (31.) - Algéria (33.) - Egyiptom (34.) - Nigéria (39.) - Kamerun (43.) - Mali (50.) - Elefántcsontpart (51.)                     | - Burkina Faso (55.) - Ghána (59.) - Dél-afrikai Köztársaság (62.) - Zöld-foki Köztársaság (66.) - Kongói DK (69.) - Guinea (80.) - Zambia (84.) - Gabon (85.) - Egyenlítői-Guinea (91.) | - Uganda (92.) - Benin (93.) - Mauritánia (99.) - Kenya (105.) - Kongó (106.) - Madagaszkár (107.) - Bissau-Guinea (111.) - Namíbia (112.) - Angola (114.)                           |
| 4. kalap | 5. kalap | 6. kalap |
| - Mozambik (117.) - Gambia (119.) - Sierra Leone (120.) - Togo (122.) - Tanzánia (123.) - Zimbabwe (124.) - Közép-afrikai Köztársaság (125.) - Malawi (126.) - Líbia (127.) | - Niger (128.) - Comore-szigetek (130.) - Szudán (131.) - Ruanda (139.) - Burundi (140.) - Etiópia (143.) - Szváziföld (146.) - Botswana (147.) - Libéria (148.)                         | - Lesotho (152.) - Dél-Szudán (168.) - Mauritius (180.) - Csád (181.) - São Tomé és Príncipe (187.) - Dzsibuti (193.) - Seychelle-szigetek (196.) - Eritrea (198.) - Szomália (199.) |

### A csoport
| Hely. | Csapat        | M | Gy | D | V | G+ | G– | Gk | P  | Továbbjutás                                |     | Egyiptom | Bissau-Guinea | Burkina Faso | Sierra Leone | Etiópia | Dzsibuti |
| ----- | ------------- | - | -- | - | - | -- | -- | -- | -- | ------------------------------------------ | --- | -------- | ------------- | ------------ | ------------ | ------- | -------- |
| 1.    | Egyiptom      | 4 | 3  | 1 | 0 | 11 | 2  | +9 | 10 | Kijut a 2026-os labdarúgó-világbajnokságra |     | —        | –             | 2–1          | –            | –       | 6–0      |
| 2.    | Bissau-Guinea | 4 | 1  | 3 | 0 | 3  | 2  | +1 | 6  | A rájátszás lehetséges résztvevője         |     | 1–1      | —             | –            | –            | 0–0     | –        |
| 3.    | Burkina Faso  | 4 | 1  | 2 | 1 | 7  | 5  | +2 | 5  |                                            |     | –        | 1–1           | —            | 2–2          | –       | –        |
| 4.    | Sierra Leone  | 4 | 1  | 2 | 1 | 4  | 5  | −1 | 5  |                                            | 0–2 | –        | –             | —            | –            | 2–1     |          |
| 5.    | Etiópia       | 4 | 0  | 3 | 1 | 1  | 4  | −3 | 3  |                                            | –   | –        | 0–3           | 0–0          | —            | –       |          |
| 6.    | Dzsibuti      | 4 | 0  | 1 | 3 | 2  | 10 | −8 | 1  |                                            | –   | 0–1      | –             | –            | 1–1          | —       |          |

### B csoport
| Hely. | Csapat     | M | Gy | D | V | G+ | G– | Gk | P  | Továbbjutás                                |     | Szudán | Szenegál | Kongói Demokratikus Köztársaság | Togo | Dél-Szudán | Mauritánia |
| ----- | ---------- | - | -- | - | - | -- | -- | -- | -- | ------------------------------------------ | --- | ------ | -------- | ------------------------------- | ---- | ---------- | ---------- |
| 1.    | Szudán     | 4 | 3  | 1 | 0 | 7  | 1  | +6 | 10 | Kijut a 2026-os labdarúgó-világbajnokságra |     | —      | –        | 1–0                             | 1–1  | –          | –          |
| 2.    | Szenegál   | 4 | 2  | 2 | 0 | 6  | 1  | +5 | 8  | A rájátszás lehetséges résztvevője         |     | –      | —        | 1–1                             | –    | 4–0        | –          |
| 3.    | Kongói DK  | 4 | 2  | 1 | 1 | 4  | 2  | +2 | 7  |                                            |     | –      | –        | —                               | 1–0  | –          | 2–0        |
| 4.    | Togo       | 4 | 0  | 3 | 1 | 2  | 3  | −1 | 3  |                                            | –   | 0–0    | –        | —                               | 1–1  | –          |            |
| 5.    | Dél-Szudán | 4 | 0  | 2 | 2 | 1  | 8  | −7 | 2  |                                            | 0–3 | –      | –        | –                               | —    | 0–0        |            |
| 6.    | Mauritánia | 4 | 0  | 1 | 3 | 0  | 5  | −5 | 1  |                                            | 0–2 | 0–1    | –        | –                               | –    | —          |            |

### C csoport
| Hely. | Csapat                  | M | Gy | D | V | G+ | G– | Gk | P | Továbbjutás                                |     | Ruanda | Dél-afrikai Köztársaság | Benin | Lesotho | Nigéria | Zimbabwe |
| ----- | ----------------------- | - | -- | - | - | -- | -- | -- | - | ------------------------------------------ | --- | ------ | ----------------------- | ----- | ------- | ------- | -------- |
| 1.    | Ruanda                  | 4 | 2  | 1 | 1 | 3  | 1  | +2 | 7 | Kijut a 2026-os labdarúgó-világbajnokságra |     | —      | 2–0                     | –     | –       | –       | 0–0      |
| 2.    | Dél-afrikai Köztársaság | 4 | 2  | 1 | 1 | 6  | 5  | +1 | 7 | A rájátszás lehetséges résztvevője         |     | –      | —                       | 2–1   | –       | –       | 3–1      |
| 3.    | Benin                   | 4 | 2  | 1 | 1 | 4  | 3  | +1 | 7 |                                            |     | 1–0    | –                       | —     | –       | 2–1     | –        |
| 4.    | Lesotho                 | 4 | 1  | 2 | 1 | 3  | 2  | +1 | 5 |                                            | 0–1 | –      | 0–0                     | —     | –       | –       |          |
| 5.    | Nigéria                 | 4 | 0  | 3 | 1 | 4  | 5  | −1 | 3 |                                            | –   | 1–1    | –                       | 1–1   | —       | –       |          |
| 6.    | Zimbabwe                | 4 | 0  | 2 | 2 | 2  | 6  | −4 | 2 |                                            | –   | –      | –                       | 0–2   | 1–1     | —       |          |

### D csoport
| Hely. | Csapat                | M | Gy | D | V | G+ | G– | Gk | P | Továbbjutás                                |     | Kamerun | Líbia | Zöld-foki Köztársaság | Angola | Mauritius | Szváziföld |
| ----- | --------------------- | - | -- | - | - | -- | -- | -- | - | ------------------------------------------ | --- | ------- | ----- | --------------------- | ------ | --------- | ---------- |
| 1.    | Kamerun               | 4 | 2  | 2 | 0 | 9  | 3  | +6 | 8 | Kijut a 2026-os labdarúgó-világbajnokságra |     | —       | –     | 4–1                   | –      | 3–0       | –          |
| 2.    | Líbia                 | 4 | 2  | 1 | 1 | 4  | 3  | +1 | 7 | A rájátszás lehetséges résztvevője         |     | 1–1     | —     | –                     | –      | 2–1       | –          |
| 3.    | Zöld-foki Köztársaság | 4 | 2  | 1 | 1 | 4  | 4  | 0  | 7 |                                            |     | –       | 1–0   | —                     | 0–0    | –         | –          |
| 4.    | Angola                | 4 | 1  | 3 | 0 | 2  | 1  | +1 | 6 |                                            | 1–1 | –       | –     | —                     | –      | 1–0       |            |
| 5.    | Mauritius             | 4 | 1  | 1 | 2 | 3  | 6  | −3 | 4 |                                            | –   | –       | –     | 0–0                   | —      | 2–1       |            |
| 6.    | Szváziföld            | 4 | 0  | 0 | 4 | 1  | 6  | −5 | 0 |                                            | –   | 0–1     | 0–2   | –                     | –      | —         |            |

### E csoport
| Hely. | Csapat   | M | Gy | D | V | G+ | G– | Gk | P | Továbbjutás                                |   | Marokkó | Tanzánia | Niger (ország) | Zambia | Kongói Köztársaság | Eritrea |
| ----- | -------- | - | -- | - | - | -- | -- | -- | - | ------------------------------------------ | - | ------- | -------- | -------------- | ------ | ------------------ | ------- |
| 1.    | Marokkó  | 3 | 3  | 0 | 0 | 10 | 1  | +9 | 9 | Kijut a 2026-os labdarúgó-világbajnokságra |   | —       | –        | –              | 2–1    | –                  | tör.    |
| 2.    | Tanzánia | 3 | 2  | 0 | 1 | 2  | 2  | 0  | 6 | A rájátszás lehetséges résztvevője         |   | 0–2     | —        | –              | –      | –                  | tör.    |
| 3.    | Niger    | 2 | 1  | 0 | 1 | 2  | 2  | 0  | 3 |                                            |   | –       | 0–1      | —              | 2–1    | –                  | tör.    |
| 4.    | Zambia   | 4 | 1  | 0 | 3 | 6  | 7  | −1 | 3 |                                            | – | 0–1     | –        | —              | 4–2    | tör.               |         |
| 5.    | Kongó    | 2 | 0  | 0 | 2 | 2  | 10 | −8 | 0 | Visszalépett                               |   | 0–6     | –        | tör.           | –      | —                  | tör.    |
| 6.    | Eritrea  | 0 | 0  | 0 | 0 | 0  | 0  | 0  | 0 | Visszalépett                               |   | tör.    | tör.     | tör.           | tör.   | tör.               | —       |

### F csoport
| Hely. | Csapat             | M | Gy | D | V | G+ | G– | Gk  | P  | Továbbjutás                                |     | Elefántcsontpart | Gabon | Burundi | Kenya | Gambia | Seychelle-szigetek |
| ----- | ------------------ | - | -- | - | - | -- | -- | --- | -- | ------------------------------------------ | --- | ---------------- | ----- | ------- | ----- | ------ | ------------------ |
| 1.    | Elefántcsontpart   | 4 | 3  | 1 | 0 | 12 | 0  | +12 | 10 | Kijut a 2026-os labdarúgó-világbajnokságra |     | —                | 1–0   | –       | –     | –      | 9–0                |
| 2.    | Gabon              | 4 | 3  | 0 | 1 | 7  | 5  | +2  | 9  | A rájátszás lehetséges résztvevője         |     | –                | —     | –       | 2–1   | 3–2    | –                  |
| 3.    | Burundi            | 4 | 2  | 1 | 1 | 8  | 6  | +2  | 7  |                                            |     | –                | 1–2   | —       | –     | 3–2    | –                  |
| 4.    | Kenya              | 4 | 1  | 2 | 1 | 7  | 3  | +4  | 5  |                                            | 0–0 | –                | 1–1   | —       | –     | –      |                    |
| 5.    | Gambia             | 4 | 1  | 0 | 3 | 9  | 9  | 0   | 3  |                                            | 0–2 | –                | –     | –       | —     | 5–1    |                    |
| 6.    | Seychelle-szigetek | 4 | 0  | 0 | 4 | 2  | 22 | −20 | 0  |                                            | –   | –                | 1–3   | 0–5     | –     | —      |                    |

### G csoport
| Hely. | Csapat   | M | Gy | D | V | G+ | G– | Gk | P | Továbbjutás                                |     | Algéria | Mozambik | Botswana | Guinea | Uganda | Szomália |
| ----- | -------- | - | -- | - | - | -- | -- | -- | - | ------------------------------------------ | --- | ------- | -------- | -------- | ------ | ------ | -------- |
| 1.    | Algéria  | 4 | 3  | 0 | 1 | 8  | 4  | +4 | 9 | Kijut a 2026-os labdarúgó-világbajnokságra |     | —       | –        | –        | 1–2    | –      | 3–1      |
| 2.    | Mozambik | 4 | 3  | 0 | 1 | 6  | 5  | +1 | 9 | A rájátszás lehetséges résztvevője         |     | 0–2     | —        | –        | –      | –      | 2–1      |
| 3.    | Botswana | 4 | 2  | 0 | 2 | 6  | 5  | +1 | 6 |                                            |     | –       | 2–3      | —        | 1–0    | –      | –        |
| 4.    | Guinea   | 4 | 2  | 0 | 2 | 4  | 4  | 0  | 6 |                                            | –   | 0–1     | –        | —        | 2–1    | –      |          |
| 5.    | Uganda   | 4 | 2  | 0 | 2 | 4  | 4  | 0  | 6 |                                            | 1–2 | –       | 1–0      | –        | —      | –      |          |
| 6.    | Szomália | 4 | 0  | 0 | 4 | 3  | 9  | −6 | 0 |                                            | –   | –       | 1–3      | –        | 0–1    | —      |          |

### H csoport
| Hely. | Csapat               | M | Gy | D | V | G+ | G– | Gk | P  | Továbbjutás                                |     | Tunézia | Namíbia | Libéria | Malawi | Egyenlítői-Guinea | São Tomé és Príncipe |
| ----- | -------------------- | - | -- | - | - | -- | -- | -- | -- | ------------------------------------------ | --- | ------- | ------- | ------- | ------ | ----------------- | -------------------- |
| 1.    | Tunézia              | 4 | 3  | 1 | 0 | 6  | 0  | +6 | 10 | Kijut a 2026-os labdarúgó-világbajnokságra |     | —       | –       | –       | –      | 1–0               | 4–0                  |
| 2.    | Namíbia              | 4 | 2  | 2 | 0 | 6  | 1  | +5 | 8  | A rájátszás lehetséges résztvevője         |     | 0–0     | —       | 1–1     | –      | –                 | –                    |
| 3.    | Libéria              | 4 | 2  | 1 | 1 | 5  | 2  | +3 | 7  |                                            |     | –       | –       | —       | 0–1    | 3–0               | –                    |
| 4.    | Malawi               | 4 | 2  | 0 | 2 | 4  | 3  | +1 | 6  |                                            | 0–1 | –       | –       | —       | –      | 3–1               |                      |
| 5.    | Egyenlítői-Guinea    | 4 | 1  | 0 | 3 | 1  | 7  | −6 | 3  |                                            | –   | 0–3     | –       | 1–0     | —      | –                 |                      |
| 6.    | São Tomé és Príncipe | 4 | 0  | 0 | 4 | 1  | 10 | −9 | 0  |                                            | –   | 0–2     | 0–1     | –       | –      | —                 |                      |

1. ↑  Emilio Nsue eltiltása ellenére szerepelt a válogatott első két mérkőzésén, így győzelmeiket megvonta a FIFA.[10]

### I csoport
| Hely. | Csapat                    | M | Gy | D | V | G+ | G– | Gk | P | Továbbjutás                                |     | Comore-szigetek | Ghána | Madagaszkár | Mali | Közép-afrikai Köztársaság | Csád |
| ----- | ------------------------- | - | -- | - | - | -- | -- | -- | - | ------------------------------------------ | --- | --------------- | ----- | ----------- | ---- | ------------------------- | ---- |
| 1.    | Comore-szigetek           | 4 | 3  | 0 | 1 | 8  | 4  | +4 | 9 | Kijut a 2026-os labdarúgó-világbajnokságra |     | —               | 1–0   | –           | –    | 4–2                       | –    |
| 2.    | Ghána                     | 4 | 3  | 0 | 1 | 7  | 5  | +2 | 9 | A rájátszás lehetséges résztvevője         |     | –               | —     | 1–0         | –    | 4–3                       | –    |
| 3.    | Madagaszkár               | 4 | 2  | 1 | 1 | 5  | 2  | +3 | 7 |                                            |     | 2–1             | –     | —           | 0–0  | –                         | –    |
| 4.    | Mali                      | 4 | 1  | 2 | 1 | 5  | 4  | +1 | 5 |                                            | –   | 1–2             | –     | —           | 1–1  | 3–1                       |      |
| 5.    | Közép-afrikai Köztársaság | 4 | 1  | 1 | 2 | 7  | 9  | −2 | 4 |                                            | –   | –               | –     | –           | —    | 1–0                       |      |
| 6.    | Csád                      | 4 | 0  | 0 | 4 | 1  | 9  | −8 | 0 |                                            | 0–2 | –               | 0–3   | –           | –    | —                         |      |

### A második helyezettek sorrendje
| Hely. | Cs | Csapat                  | M | Gy | D | V | G+ | G– | Gk | P | Továbbjutás         |
| ----- | -- | ----------------------- | - | -- | - | - | -- | -- | -- | - | ------------------- |
| 1.    | F  | Gabon                   | 2 | 2  | 0 | 0 | 4  | 2  | +2 | 6 | Bejut a rájátszásba |
| 2.    | H  | Egyenlítői-Guinea       | 2 | 2  | 0 | 0 | 2  | 0  | +2 | 6 | Bejut a rájátszásba |
| 3.    | A  | Burkina Faso            | 2 | 1  | 1 | 0 | 4  | 1  | +3 | 4 | Bejut a rájátszásba |
| 4.    | I  | Mali                    | 2 | 1  | 1 | 0 | 4  | 2  | +2 | 4 | Bejut a rájátszásba |
| 5.    | D  | Zöld-foki Köztársaság   | 2 | 1  | 1 | 0 | 2  | 0  | +2 | 4 |                     |
| 6.    | B  | Szudán                  | 2 | 1  | 1 | 0 | 2  | 1  | +1 | 4 |                     |
| 7.    | E  | Zambia                  | 2 | 1  | 0 | 1 | 5  | 4  | +1 | 3 |                     |
| 8.    | G  | Botswana                | 2 | 1  | 0 | 1 | 3  | 3  | 0  | 3 |                     |
| 9.    | C  | Dél-afrikai Köztársaság | 2 | 1  | 0 | 1 | 2  | 3  | −1 | 3 |                     |

## Rájátszás
A rájátszás egyenes kieséses rendszerű. Két elődöntőből, és egy döntőből áll. A továbbjutásról, illetve a döntőben a győztesről egy-egy mérkőzés dönt. A döntő győztese az interkontinentális pótselejtezőbe kerül.

|  |                |           |                |  |  |       |       |       |
|  | Elődöntők      | Elődöntők | Elődöntők      |  |  | Döntő | Döntő | Döntő |
|  | Elődöntők      | Elődöntők | Elődöntők      |  |  | Döntő | Döntő | Döntő |
|  | 2025. november |           |                |  |  |       |       |       |
|  |                |           |                |  |  |       |       |       |
|  |                |           |                |  |  |       |       |       |
|  |                |           | 2025. november |  |  |       |       |       |
|  |                |           |                |  |  |       |       |       |
|  |                |           |                |  |  |       |       |       |
|  | 2025. november |           |                |  |  |       |       |       |
|  |                |           |                |  |  |       |       |       |
|  |                |           |                |  |  |       |       |       |
|  |                |           |                |  |  |       |       |       |
|  |                |           |                |  |  |       |       |       |
|  |                |           |                |  |  |       |       |       |
|  |                |           |                |  |  |       |       |       |

### Elődöntők
| 2025. november |

|  | – |  |
|  | - |  |
|  |   |  |

|  |

| 2025. november |

|  | – |  |
|  | - |  |
|  |   |  |

|  |

### Döntő
| 2025. november |

|  | – |  |
|  | - |  |
|  |   |  |

|  |